# پترونه
پترونه (به بلغاری: Petrevene) یک منطقهٔ مسکونی در بلغارستان است که در شهرستان لوکوویت واقع شده‌است.
 پترونه ۱۷٫۸۲۳ کیلومتر مربع مساحت و ۶۵۹ نفر جمعیت دارد و ۱۳۵ متر بالاتر از سطح دریا واقع شده‌است.